# Lövuddens AB
Lövuddens AB var ett trävaruföretag, grundat 1912.
Man drev sågverk, hyvleri och snickerifabrik vid Lövudden i Säbrå socken, Härnösands kommun.
Verksamheten upphörde 1950 och byggnaderna revs 1960.